# Bagadageri, Kalghatgi
Bagadageri là một làng thuộc tehsil Kalghatgi, huyện Dharwad, bang Karnataka, Ấn Độ.